# احتفال قوبا للتفاح
احتفال  التفاح هو احتفال ثقافي يتم الاحتفال به سنويًا في قوبا بأذربيجان في أيام حصاد التفاح.

## نبذة
اُنشئت الفعالية الافتتاحية في عام 2012. يقدم الاحتفال اطباق  الفاكهة الأذربيجانية بشكل رئيسي والتفاح من كوبا. على الرغم من أن العيد يسمى «وليمة التفاح»، إلا أنه ليس  مخصص للتفاح  فحسب، ولكن أيضا لمحاصيل الفواكه الأخرى. في أيام العطلة، في مدينة كوبا - يقوم مركز البستنة في أذربيجان، بعرض أنواع مختلفة من التفاح ومنتجاته من قِبل البستانيون في المعارض.